# 시우다드 데포르티바
시우다드 데포르티바(Ciudad Deportiva)는 시우다드 레알 마드리드가 완공되기 전까지의 훈련 구장으로 스페인 마드리드의 파세오 데 라 카스테야나에 위치하고 있다.

## 레알 마드리드
산티아고 베르나베우 예스테가 회장으로 있었을 당시인 1963년, 도시 외곽에 위치한 시우다드 데포르티바는 당시 이상적인 컨셉을 가지고 있었다. 훈련 피치를 1군은 물론 유소년 팀에게도 제공되며, 수영장과 레크레이션 룸 등의 시설도 완비되어 있었다. 레알마드리드는 이곳에 테니스를 비롯한 축구 이외의 스포츠를 위한 공간도 마련하였으며, 그들이 이곳에서 종종 훈련하곤 하였다.
이곳 내부에 파베욘 라이문도 사포르타도 위치하였다. 1966년에, 레알 마드리드의 농구팀이 이곳에서 38년간 경기를 하였다. 드라잔 페트로비치, NBA에서 유명세를 탄 알비다스 사보니스 등의 유럽의 최고 선수들이 이곳을 홈 코트로 사용하였다.

### 논란
20세기가 끝나갈 무렵, 시우다드 데포르티바는 더 이상 마드리드의 외곽지역이 아니었고, 경제 지구 겸 북부의 교통 요충지가 되었다. 카스테야나에 위치한 훈련장은 땅값을 폭등시켰고, 결과적으로 1990년대 말 레알 마드리드가 엄청난 부채를 안도록 야기하였다. 지역 재개발과 상업 활성화로 이 지역의 문제는 제기되었고, 플로렌티노 페레스가 새 구장 건설 계획안에 대해 종지부를 찍었다.
많은 이들이 레알 마드리드가 훈련장을 마드리드 시의회에 매각하였다 생각하였지만, 사실은 그리하지 못하였다. 2000년 마드리드 의회는 시우다드 데포르티바를 비상업적 목적으로 재개발 할 것이라는 제안이 나왔다. 스페인 국민당 (Partido Popular), 좌파연합은 이 제안에 찬성하였지만, 스페인 사회노동당 (PSOE)는 제안에 반대하였다.
레알 마드리드와 지역 정부의 합의는 레알 마드리드는 지역 재개발로 인하여 땅 일부를 정부로부터 할당할 것을 규정하였다. 나머지 땅은 4개의 기업에 매각되었고 그들은 렙솔 YPF, 마드리드 공동차량, 사시르 바예에르모소, 그리고 오브라스콘 우아르테 라인 (OHL)으로, 레알마드리드는 이 매각으로 €480M를 얻었다. 2006년 8월까지, 위 4개 기업은 4동의 고층 빌딩을 해당 지역에 건설하였고 본사로 사용하였다. 정부는 녹지 개발과, 입찰로 매각할 땅을 얻었다.
무명 클럽들은 EU에게 이 대책을 조사해 볼 것을 요청하였지만, EU는 이 매각으로부터 잘못한 일이나 증거가 없다고 밝혔다.

### 시우다드 레알 마드리드
시우다드 데포르티바 토지 매각으로부터 얻은 자금의 일부를 사용하여, 레알마드리드는 발데베바스에 새 훈련 구장을 건설하였고 이는 1963년 개장당시의 시우다드 데포르티바와 비슷하였다 - 도시 외곽에 훈련장이 위치한다. 새 훈련 시설은 시우다드 레알 마드리드로 명명, 1.2 평방 Km를 차지하며, 이전 훈련구장에 비해 10배나 넓으며, 이는 세계에서 가장 큰 스포츠 시설이다.
이 훈련장에서 모든 형태의 훈련 피치와 다양한 시설을 가지고 있다: 기자 회견실, 식당, 1군 훈련장, 그리고 에스타디오 알프레도 디 스테파노 (레알 마드리드 카스티야의 홈 구장)가 있다.
지역 토박이이자 레알 마드리드 회장인 플로렌티노는 다음과 같이 말하였다:
"레알이 세계적이라면, 이곳은 그곳의 수도가 된다. 모두에게 개방된 도시, 축구의 꿈: 레알 마드리드 도시"